# Robert Fuller
Pour les articles homonymes, voir Fuller.
Robert Welch, plus connu sous le nom de Robert Fuller, est un catcheur professionnel et manager né le 14 mai 1951 à Dyersburg, Tennessee.

## Catcheurs managés
- Harlem Heat : Booker T. et Stevie Ray

- Jeff Jarrett